# 锺杰臣
锺杰臣（？—？），中国政治人物，中国致公党党员，曾任中国致公党中央委员会常务委员。他是中国致公党中央委员邓坚的表舅父。